# Assurnasirpal I
Assurnasirpal I (fl. XI secolo a.C.) fu re degli Assiri dal 1050 al 1031 a.C..
Assurnasirpal regnò durante un periodo turbolento della storia assira, marcata da guerre e carestie con migrazioni dal deserto all'ovest. Succedette a suo padre, Shamshi-Adad IV, e gli succedette il figlio Salmanassar II. Fu anche padre di un re successivo, Assur-rabi II.